# JUMP
„JUMP” (în hangul: 뛰어; RR: Ttwieo) este o melodie înregistrată de grupul de fete sud-coreean BLACKPINK. A fost lansat prin YG Entertainment pe 11 iulie 2025.